# La cattedrale del mare (serie televisiva)
La cattedrale del mare (La catedral del mar) è una serie televisiva spagnola, composta da 8 episodi, trasmessa su Antena 3 dal 23 maggio al 18 luglio 2018 ogni mercoledì alle 22:50, ed è stata anche trasmessa su TV3 dal 27 agosto al 9 ottobre 2018. È basata sull'omonimo romanzo scritto da Ildefonso Falcones, che segue un servo della gleba che vuole cambiare il suo destino.
In Italia la serie è stata interamente distribuita su Netflix il 1º settembre 2018 e poi trasmessa in chiaro per 4 puntate ogni martedì in prima serata su Canale 5, dal 19 maggio al 9 giugno 2020, con due episodi a settimana.

## Trama
Nel XIV secolo, Barcellona è in uno dei momenti più prosperi della sua storia: la città è cresciuta fino alla Ribera, un umile quartiere di pescatori, dove si sta costruendo la chiesa di Santa María del Mar. In questo contesto un servo, Arnau Estanyol, arriva a Barcellona dopo essere fuggito insieme a suo padre dagli abusi dei signori feudali. Arnau lavorerà come palafreniere, facchino e soldato, per poi diventare un uomo libero. La sua ascesa sociale lo porterà dalla miseria ad una vita agiata da cambiavalute, il che risveglierà l'invidia dei suoi nemici, che trameranno un complotto e metteranno la sua vita nelle mani dell'Inquisizione.

## Episodi
| Stagioni       | Episodi | Prima TV Spagna | Pubblicazione Italia |
| -------------- | ------- | --------------- | -------------------- |
| Prima stagione | 8       | 2018            | 2018                 |

## Personaggi e interpreti

### Personaggi principali
- Arnau Estanyol, interpretato da Aitor Luna. Figlio di un contadino fuggitivo, cresce nel quartiere della Ribera con i bastaixos (scaricatori di porto) impegnati nella costruzione della chiesa di Santa Maria del Màr. Ben presto riesce a scalare la piramide sociale della città ottenendo prestigio e denaro. Viene obbligato a sposare Elionor, la pupilla del Re, la quale per odio accuserà Arnau di eresia davanti all’inquisitore generale del regno. Viene salvato dalle grinfie dell’inquisizione dalla host della città e dai soldati del re, mantenendo il titolo di Console del Mare (assegnatoli dal popolo) e di Barone (assegnatole dal re precedentemente). Sposerà Mar, dalla quale avrà un bambino che chiamerà come il padre: Bernate.
- Joan Estanyol, interpretato da Pablo Derqui. Fratello adottivo di Arnau, diventa Frate Domenicano e subito dopo inquisitore. Aiuterà donna Elionor nel sequestro di Mar, subendo alla fine un triste destino.
- Mar Estanyol, interpretata da Michelle Jenner. Orfana di una famiglia di bastaixos morti durante l’epidemia di peste nera del 1348, all’età di 15 anni viene adottata da Arnau, vedovo a soli 28 anni dopo aver perso la moglie Maria a seguito della pestilenza. Viene fatta sequestrare dalla nuova moglie di Arnau per pura gelosia. Riuscirà a sposare Arnau, del quale è innamorata da tempo, solo 20 anni più tardi, liberandolo dalle mani dell'inquisizione.
- Sahat, interpretato da José María Pou. Schiavo di Arnau, lo aiuterà in tutto e per tutto. Legherà molto con Mar, considerandola una figlia.
- Elionor, interpretata da Silvia Abascal. Pupilla del Re, fermamente convinta della superiorità dei nobili sul popolo, viene costretta a sposare Arnau per volontà del Re, suo tutore. Farà sì che Mar venga rapita, e morirà tra le fiamme nella sua stessa casa, insieme a Joan.
- Francesca Esteve / Ribes, interpretata da Nathalie Poza. Madre di Arnau, viene separata dal figlio in giovane età, il quale incontrerà anni dopo durante la guerra, per merito dell’amante del figlio, la quale mentirà per avvicinarsi. Dopo esser stata separata dal figlio diventerà una prostituta. Sarà processata con il figlio dall’inquisizione, al quale mentirà dicendo di non aver mai avuto figli.

### Personaggi secondari
- Margarida Puig, interpretata da Anna Moliner.
- Raquel, interpretata da Paula Iwasaki.
- Cesc Bastaix, interpretato da Jordi Aguilar.
- Jordi Bastaix, interpretato da José Milán.
- Jaume de Bellera, interpretato da Iñaki Font.
- Grau Puig, interpretato da Ginés García Millán.
- Hasdai Crescas, interpretato da Ramón Madaula.
- Felip de Ponts, interpretato da Jorge Usón.
- Padre Albert, interpretato da Tristán Ulloa.
- Bernat de Cabrera, interpretato da Jordi Díaz.
- Rey Pedro, interpretato da Tacho González.
- Donaha, interpretata da Belén Ponce de León.
- Isabel Puig, interpretata da Eva Rufo.
- Jucef Crescas, interpretato da Alejandro Fuertes.
- Raquel Crescas, interpretata da Anna Cortés.
- Ramón Bastaix, interpretato da Andrés Lima.
- Miquel, interpretato da Juanma Cifuentes.
- Marina, interpretata da Trini Iglesias.
- Berenguer de Montagut, interpretato da Fernando Sendino.
- Gastó Segura, interpretato da Joaquín Notario.
- María Cardona, interpretata da Ariadna Castellano.
- Alesta Segura, interpretata da Veki Velilla.
- Pau, interpretato da Fernando Sansegundo.
- Capitano Ferrán Montaner, interpretato da Fernando Soto.
- Bernat Estanyol, interpretato da Daniel Grao.
- Ramiro Terrasa, interpretato da Pablo Olewski.
- Margarida Puig, interpretata da Lucía Díez.
- Mallorquí, interpretato da Kai Puig.
- Arnau Estanyol, interpretato da Hugo Arbúes.
- Joan "Joanet" Estanyol, interpretato da Álvaro Villaespesa.
- Guiamona Puig, interpretata da Nora Navas.
- Jaume, interpretato da Óscar Rabadán.
- Joana, interpretata da Laura Domínguez.
- Oriol, interpretato da Francisco José Lahoz.
- Ahmed, interpretato da Ali El Aziz.
- Llorenç de Bellera, interpretato da Alain Hernández.
- Soldato, interpretato da Jorge Kent.
- Habiba, interpretata da Julia Carnero.
- Pere Esteve, interpretato da David V. Muro.
- Simó, interpretato da Jonás Berami.
- Nicolau D'Emeric, interpretato da Sergio Peris-Mencheta.
- Pere, interpretato Pepo Oliva.
- Loco Estanyol, interpretato da Abel Vitón.
- Madre di Francesca, interpretata da Ana Labordeta.

## Distribuzione

### Spagna
In originale la serie è composta da 8 episodi da 55 minuti ciascuna, trasmessa su Antena 3 dal 23 maggio al 18 luglio 2018 ogni mercoledì alle 22:50, ed è stata anche trasmessa su TV3 dal 27 agosto al 9 ottobre 2018.

### Italia
In Italia la serie anch'essa composta da 8 episodi, è stata interamente distribuita su Netflix il 1º settembre 2018 e trasmessa in chiaro per 4 puntate ogni martedì in prima serata su Canale 5 dal 19 maggio al 9 giugno 2020 con due episodi a settimana.

## Produzione
Le riprese della serie iniziarono nell'estate del 2016 e contavano 2500 comparse, 220 animali e 2000 costumi. Quasi l'80% delle sue scene sono state girate in esterni, inclusa la Basilica di Santa Maria del Mar. Si è girato anche a Castiglia-La Mancia, Castiglia e León, Madrid, nei comuni Estremadura, Aragona e in Catalogna.

## Riconoscimenti
- 2018: Iris Award[8]
  - Candidatura per la miglior attrice a Michelle Jenner
  - Candidatura per la miglior produzione a Jaume Banacolocha e Joan Bas